# 산 너머 남촌에는 2
《산 너머 남촌에는 2》는 2012년 5월 20일부터 2014년 12월 28일까지 방송되었던 전원 드라마 작품이다.

## 기획 의도
이미 산 너머 남촌에는처럼 구멍가게와 읍내에 농어촌버스를 타고 나가야 하는 1990년대 초반 과거형 전원 드라마에 두번째로 차별화를 하며, 충청북도 단양군의 30대 중반의 젊은 부부를 중심으로 이어나가는 전원 드라마 작품이다.

## 방송 시간
| 방송 채널 | 방송 기간                          | 방송 시간                             |
| --------- | ---------------------------------- | ------------------------------------- |
| KBS 1TV   | 2012년 5월 20일 ~ 2013년 6월 9일   | 매주 일요일 아침 9시 ~ 10시           |
| KBS 1TV   | 2014년 4월 13일 ~ 2014년 12월 28일 | 매주 일요일 아침 9시 ~ 10시           |
| KBS 1TV   | 2013년 6월 16일 ~ 2014년 3월 30일  | 매주 일요일 아침 9시 10분 ~ 10시 10분 |

## 등장 인물
영희네 집
- 우희진: 최영희 역

- 김찬우: 김철수[3] 역

- 신유민: 김보라 역

영희네 시댁
- 송기윤: 김일만[4] 역

- 김창숙: 이순덕 역

- 윤지숙: 김미영 역

- 유세례: 김화영 역

- 최종명: 오병구 역

김화영의 교제남
영희네 친정
- 연규진: 최한필 역

사별 초배 부인(자녀 4남매 엄마)인 이수민(최영희의 친정어머니)을 병으로 인하여 상배 후 지은실(어느 이혼녀 출신의 미장원 대표)과 재혼
- 이경진: 지은실 역

최한필의 재혼 계배 부인
- 최준용: 최인욱 역

최한필의 차남. 부인(서혜주)과 사이에는 슬하 1남(외동아들)을 둠.
- 김나운: 서혜주 역

최한필의 둘째 며느리. 부군(최인욱)과 사이에는 슬하 1남(외동아들)을 둠.
- 김도성: 최준욱 역

최한필의 삼남(막내아들)
- 김준성: 최지원 역

최한필의 막내 배다른 아우 - 최씨 4남매(장남 최광욱, 차남 최인욱, 외딸 최영희, 삼남 최준욱)의 막내 배다른 삼촌
- 안연홍: 차정미 역

최한필의 고종사촌 여동생 - 차정미의 어머니(최여숙)는 최한필의 막내 배다른 고모
- 홍인영: 이지수 역

지은실이 이전 배우자(이혼을 한 이전 남편)와 사이에 얻은 외동딸
- 서태화: 강기섭 역

차정미의 교제남
- 조정국: 최광욱 역

최한필의 경기도 평택 신평동 사는 장남(첫째 아들) - 부인(배숙희)과 사이에 슬하 2녀(딸 둘)를 둠. - 애초에 서울 마포구 아현동 지역으로 분가해 살다가 이사 떠난 후 경기도 평택 신평동 거주
- 현숙희: 배숙희 역

최한필의 경기도 평택 신평동 사는 첫째 며느리 - 배우자(최광욱)는 시부(최한필)의 장남 - 부군(최광욱)과 사이에 슬하 2녀(딸 둘)를 둠. - 애초에 서울 마포구 아현동 지역으로 분가해 살다가 이사 떠난 후 경기도 평택 신평동 거주
- 김용준: 서병익 역

최인욱의 둘째 손윗처남
- 김성희: 손기숙 역

최인욱의 둘째 손윗처남댁
부녀회장의 집
- 조양자: 부녀회장(송경숙) 역

상배한 과부
- 김진수: 김진수 역

- 응웬 티 흐엉: 흐엉 역

- 이가윤: 김진아 역

김진수의 누이동생
- 권귀옥: 정은옥 역

부녀회 회장(송경숙)의 친정 외종사촌 여동생
- 안재민: 남종희 역

정은옥의 아들
규식의 집
- 김진서: 장규식 역

- 김선영: 설윤미 역

- 신비: 장유경 역

승우의 하숙집
- 최완정: 여종숙 역

자식 없는 과부 출신인데 지금은 하숙집 주인
- 이주석: 이승우 역

- 김보늬: 김은정 역

- 안해숙: 안계숙(승우 어머니) 역 (특별 출연)

성주댁네
- 홍유진: 성주댁 역

식당 업주 - 상배한 과부 - 경상북도 성주군이 친정댁
- 박형준: 한상현[5] 역 ... 중도하차
- 권경하: 박성미 역

성주댁의 친정 이종사촌 여동생
- 나종수: 나승호 역

박성미의 외손주
- 정예찬: 나한솔 역

박성미의 외손주
- 이원종: 우용익 역

우 이장 - 부인 충북 영동댁(김은채)과 사이에 슬하 1남 1녀(맏아들과 막내딸)를 두어 모두 무사히 결혼 및 성가시킴(충북 청주 시내 사는 맏아들 부부, 충남 예산 읍내 사는 막내딸 부부).
- 김경애: 김은채 역

충북 영동댁(용익 처) - 부군(우용익)과 사이에 슬하 1남 1녀(맏아들과 막내딸)를 두어 모두 무사히 결혼 및 성가시킴.
- 박종설: 우주익 역

전직 우 면장 - 우용익보다 생일 두달 먼저인 우용익 이장의 동갑내기 재종형(6촌 형) - 충청북도 단양군 단성면 살다가 충북 제천 지역으로 이사 떠나 사는, 전직 충북 단양 단성면 면장 - 부인 괴산댁(경난순)과 사이에 슬하 1남 2녀(3남매)를 두어 모두 무사히 결혼 및 성가시킴(경기 수원 시내 사는 맏딸 부부, 충북 충주 시내 사는 외동아들 부부, 경기 오산 시내 사는 막내딸 부부).
- 남정희: 경난순 역

충북 괴산댁(주익 처) - 충청북도 단양군 단성면 살다가 충북 제천 지역으로 이사 떠나 사는, 전직 단성면 면장 부인 - 부군 우주익(전직 충북 단양 단성면 면장)과 사이에 슬하 1남 2녀(3남매)를 두어 모두 무사히 결혼 및 성가시킴.
- 박유승: 장오승 역

2012년 10월 늦가을 손님으로 충청북도 단양군의 외종사촌 누나 댁을 잠시 방문한 한때의 손님으로, 성주댁의 경기도 오산 사는 친정 고종사촌 남동생
- 정소희: 조광숙 역

오승 처 - 2012년 10월 늦가을 손님으로 충청북도 단양군의 외종사촌 누나 댁을 잠시 방문한 한때의 손님으로, 성주댁의 경기도 오산 사는 친정 고종사촌 손아랫올케
- 이윤정: 장은지 역

2012년 10월 늦가을 손님 장오승 내외 외동딸 뱀띠 12세 장은지
- 김철성: 한경원 역

2014년 1월, 구정(설날)을 앞두고 잠시 충청북도 단양군의 숙모 댁을 잠시 방문한 한때의 손님으로, 성주댁 아들 한상현의 경기도 수원 사는 사촌 종형
- 유지연: 유지숙 역

경원 처 - 2014년 1월, 구정(설날)을 앞두고 잠시 충청북도 단양군의 시숙모 댁을 잠시 방문한 한때의 손님으로, 성주댁 아들 한상현의 경기도 수원 사는 사촌 형수
- 송준희: 한창섭 역

경원 부부의 외동아들 - 2014년 1월, 구정(설날)을 앞두고 잠시 충청북도 단양군의 종조모(작은할마님, 즉 종조할머니 경북 성주댁 여사)가 사는 댁을 잠시 방문한 한때의 당시 소띠 6세 손님으로, 성주댁 아들 한상현의 경기도 수원 사는 5촌 종조카
그 외 인물
- 이정우: 박기태(박 계장)[6] 역

- 서지연: 기태 처(박 계장 사모님) 역

- 전다정: 안형모(서울 강남 학부모) 역

- 이재포: 양정수(양 계장)[7] 역 ... 중도하차

- 김하균: 임학조(임 계장)[8] 역 ... 중도하차

- 이혜리: 마동숙 역

- 이정훈: 이동수 역

- 하진경: 차연경 역

- 허정규: 허낙경 역

2013년 3월 당시 충북 단양 지역에 뜻하지 않게도 방문한 의외의 불청객
- 김철기: 김은재 역

2013년 3월 당시 충북 단양 지역에 뜻하지 않게도 방문한 의외의 불청객

## 방영 목록
2012년
| 회차   | 방영일    | 부제(서브 타이틀)               |
| ------ | --------- | ------------------------------- |
| 제1화  | 5월 20일  | 니들이 시골을 알아              |
| 제2화  | 5월 27일  | 울지 마 누이                    |
| 제3화  | 6월 3일   | 자식이 뭐길래                   |
| 제4화  | 6월 10일  | 미워도 다시 한 번               |
| 제5화  | 6월 17일  | 가까이 하기엔 너무 먼 당신      |
| 제6화  | 6월 24일  | 더불어 살자구요                 |
| 제7화  | 7월 1일   | 사위질빵                        |
| 제8화  | 7월 8일   | 친구 - 가까이 두고 사귄 오랜 벗 |
| 제9화  | 7월 15일  | 이젠 안 그래요                  |
| 제10화 | 7월 22일  | 애물단지 보물단지               |
| 제11화 | 8월 19일  | 한 여름밤의 고백                |
| 제12화 | 8월 26일  | 마누라 말만 잘 듣자             |
| 제13화 | 9월 2일   | 그 속에서 놀던 때가 그립습니다  |
| 제14화 | 9월 9일   | 힘내요 여보                     |
| 제15화 | 9월 16일  | 내게 너무 비싼 자전거           |
| 제16화 | 9월 23일  | 참깨 사세요                     |
| 제17화 | 9월 30일  | 달도 웃는 한가위                |
| 제18화 | 10월 7일  | 그녀들의 비밀                   |
| 제19화 | 10월 14일 | 그녀들의 비밀                   |
| 제20화 | 10월 21일 | 가을걷이                        |
| 제21화 | 10월 28일 | 아버지의 그늘                   |
| 제22화 | 11월 11일 | 가지 많은 나무                  |
| 제23화 | 11월 18일 | 엄마는 외로워                   |
| 제24화 | 11월 25일 | 생일상                          |
| 제25화 | 12월 2일  | 겨울의 길목에서                 |
| 제26화 | 12월 9일  | 우리 이장님                     |
| 제27화 | 12월 16일 | 청실 홍실                       |
| 제28화 | 12월 23일 | 크리스마스 선물                 |
| 제29화 | 12월 30일 | 가족의 조건(상)                 |

2013년
| 회차   | 방영일    | 부제(서브 타이틀)   |
| ------ | --------- | ------------------- |
| 제30화 | 1월 6일   | 가족의 조건(하)     |
| 제31화 | 1월 13일  | 연분                |
| 제32화 | 1월 20일  | 이장과 면서기       |
| 제33화 | 1월 27일  | 아이 엠 코리안      |
| 제34화 | 2월 3일   | 겨울 손님           |
| 제35화 | 2월 17일  | 바람 불어 좋은 날   |
| 제36화 | 2월 24일  | 짝사랑              |
| 제37화 | 3월 3일   | 잘났어 정말         |
| 제38화 | 3월 10일  | 땅 땅 땅            |
| 제39화 | 3월 17일  | 홍역                |
| 제40화 | 3월 24일  | 아버지와 아버지     |
| 제41화 | 3월 31일  | 선물                |
| 제42화 | 4월 7일   | 선물                |
| 제43화 | 4월 21일  | 소풍가는 날         |
| 제44화 | 4월 28일  | 당신의 빈자리       |
| 제45화 | 5월 12일  | 입장 바꿔 생각해 봐 |
| 제46화 | 5월 19일  | 이 좋은 봄날에      |
| 제47화 | 5월 26일  | 진심으로 사과하기   |
| 제48화 | 6월 2일   | 돌아온 장 박사      |
| 제49화 | 6월 9일   | 밥에 대한 예의      |
| 제50화 | 6월 16일  | 이사하기 좋은 날    |
| 제51화 | 6월 23일  | 천생연분되기        |
| 제52화 | 6월 30일  | 돈벼락              |
| 제53화 | 7월 14일  | 누이좋고 매부좋고   |
| 제54화 | 7월 21일  | 네 꿈을 펼쳐봐      |
| 제55화 | 7월 28일  | 사랑밖에 난 몰라    |
| 제56화 | 8월 4일   | 가족 사용설명서     |
| 제57화 | 8월 11일  | 여름 이야기         |
| 제58화 | 8월 18일  | 이장은 괴로워       |
| 제59화 | 8월 25일  | 당신의 뒷모습       |
| 제60화 | 9월 1일   | 내가 제일 잘나가    |
| 제61화 | 9월 8일   | 세상의 모든 부모    |
| 제62화 | 9월 15일  | 당신의 둥지         |
| 제63화 | 9월 22일  | 나도야 간다         |
| 제64화 | 9월 29일  | 너는 내 운명        |
| 제65화 | 10월 6일  | 아줌마 만만세       |
| 제66화 | 10월 13일 | 동행                |
| 제67화 | 10월 20일 | 다 함께 차차차      |
| 제68화 | 10월 27일 | 힘내라 철수야       |
| 제69화 | 11월 10일 | 가을에 온 손님      |
| 제70화 | 11월 17일 | 김장이 뭐길래       |
| 제71화 | 11월 24일 | 나는 착한사람입니다 |
| 제72화 | 12월 1일  | 엄마는 강남 스타일  |
| 제73화 | 12월 8일  | 연애의 기술         |
| 제74화 | 12월 15일 | 당황하셨어요?       |
| 제75화 | 12월 22일 | 송화리의 크리스마스 |
| 제76화 | 12월 29일 | 농부의 은퇴식       |

2014년
| 회차    | 방영일    | 부제(서브 타이틀)      |
| ------- | --------- | ---------------------- |
| 제77화  | 1월 5일   | 꿈은 이루어진다        |
| 제78화  | 1월 12일  | 대단한 시집            |
| 제79화  | 1월 19일  | 간 큰 남자             |
| 제80화  | 1월 26일  | 착한 결혼식            |
| 제81화  | 2월 2일   | 보디가드               |
| 제82화  | 2월 9일   | 분홍립스틱             |
| 제83화  | 2월 16일  | 부모 마음 자식 마음    |
| 제84화  | 2월 23일  | 사랑하는 당신          |
| 제85화  | 3월 2일   | 완장                   |
| 제86화  | 3월 9일   | 울엄마를 부탁해요      |
| 제87화  | 3월 16일  | 내가 사는 이유         |
| 제88화  | 3월 23일  | 두 사위                |
| 제89화  | 3월 30일  | 결혼해도 될까요?       |
| 제90화  | 4월 13일  | 나의 살던 고향은       |
| 제91화  | 5월 4일   | 이 마음 다 바쳐서      |
| 제92화  | 5월 11일  | 우리들의 면장님        |
| 제93화  | 5월 18일  | 가족 만들기            |
| 제94화  | 5월 25일  | 잘 부탁드립니다        |
| 제95화  | 6월 1일   | 아내의 자전거          |
| 제96화  | 6월 8일   | 사랑이 온다            |
| 제97화  | 6월 15일  | 친구 아이가            |
| 제98화  | 6월 22일  | 질투는 나의 힘         |
| 제99화  | 6월 29일  | 청춘은 아름다워        |
| 제100화 | 7월 6일   | 당신이 필요할 때       |
| 제101화 | 7월 13일  | 이 부부가 사는 법      |
| 제102화 | 7월 20일  | 걱정이 돼서            |
| 제103화 | 7월 27일  | 한 지붕 대가족         |
| 제104화 | 8월 3일   | 여자라는 이유로        |
| 제105화 | 8월 10일  | 열 손가락              |
| 제106화 | 8월 17일  | 엄마야 누나야          |
| 제107화 | 8월 24일  | 자매의 힘              |
| 제108화 | 8월 31일  | 천리길도 한걸음부터    |
| 제109화 | 9월 7일   | 추석이 뭐길래          |
| 제110화 | 9월 14일  | 결혼에 대하여          |
| 제111화 | 9월 21일  | 살다보면               |
| 제112화 | 9월 28일  | 소중한 사람            |
| 제113화 | 10월 5일  | 마지막 수업            |
| 제114화 | 10월 12일 | 두 마음 한 생각        |
| 제115화 | 10월 19일 | 남의 속도 모르고       |
| 제116화 | 10월 26일 | 기쁜 일도 슬픈 일도    |
| 제117화 | 11월 2일  | 내가 나왔으면          |
| 제118화 | 11월 9일  | 친구와 연인사이        |
| 제119화 | 11월 16일 | 인연의 시작            |
| 제120화 | 11월 23일 | 그렇게 어른이 된다     |
| 제121화 | 11월 30일 | 힘내라 영희야          |
| 제122화 | 12월 7일  | 수상한 배추            |
| 제123화 | 12월 14일 | 사랑받는 여자          |
| 제124화 | 12월 21일 | 그녀의 크리스마스 선물 |
| 제125화 | 12월 28일 | 내일 또 내일 (최종회)  |

## 수상 경력
- 2014년 12월 이달의 좋은프로그램[9]

## 트리비아
- 이재포는 2013년 3월에 해당 드라마를 마지막 작품으로써 어언 37년간 남짓의 연기자 생활을 모두 전격 은퇴 선언하고 출판 및 언론기업가로 진출하였다.